# Cotoneaster flinckii
Cotoneaster flinckii es una especie de planta del género Cotoneaster, perteneciente a la familia Rosaceae.

## Taxonomía
Cotoneaster flinckii fue descrita por Jeanette Fryer y Bertil Hylmo en 1998.

## Distribución
Se encuentra en el territorio centro-sur de China.